# François Dominique de Mory d'Elvange
François Dominique de Mory d'Elvange, né le 2 décembre 1738 à Nancy et mort le 14 mai 1794 à Paris, est un érudit et numismate nancéien, membre de la Société royale des sciences et belles-lettres de Nancy.

## Jeunesse et formation
François Dominique de Mory d'Elvange naît à Nancy le 2 décembre 1738, de Toussaint François de Mory d’Elvange, seigneur de Saint-Bouin, et de Jeanne Goault de Montara,.
Après deux années à étudier le droit à l'université de Pont-à-Mousson, il s'inscrit comme avocat à la Cour souveraine de Nancy,. En 1760, il étudie à l'école d'artillerie de Metz, son père lui ayant obtenu du roi Stanislas une lieutenance.
Il épouse, le 4 septembre 1764, Antoinette Catherine de Ravinel à l'église Notre-Dame de Nancy, avec qui il a neuf enfants.

## Travaux historiques
À la mort de Stanislas en 1766, il quitte la vie militaire et se consacre à l'étude de la numismatique, spécialement des monnaies lorraines,. Pendant plusieurs années, il visite des collections de monnaies et entre en contact avec les érudits de son temps, dont Jean-Daniel Schoepflin, qui était alors un historien renommé. En mai 1780, il présente à la Société royale des sciences et belles-lettres de Nancy un ouvrage intitulé Recueil pour servir à l’histoire métallique des maisons et duchés de Lorraine et de Bar qui rassemble ses travaux sur les monnaies locales. Ce premier volume est primé par la Société royale, et Mory d'Elvange reçoit cent écus de France, auxquels il renonce. Il rend cette somme à l'Académie pour qu'elle fonde un concours de physique et d'économie,.
Il entreprend d'écrire une Histoire de la Lorraine, et parvient à un manuscrit assez abouti, mais il renonce à l'achever quand deux ouvrages sur ce thème sont publiés,. Il remet également à l'Académie des travaux sur les anciennes dynasties du duché de Lorraine, fait des relevés des monuments nancéiens. Il entre même en relation avec le prince Charles-Alexandre, descendant des anciens ducs de Lorraine et gouverneur des Pays-Bas, avec qui il correspond et pour lequel il effectue des recherches historiques et généalogiques.
Reçu membre de la Société royale en juin 1782, il lit comme discours de réception, le 25 août suivant, un « Essai historique sur les progrès de la gravure en creux chez les artistes lorrains »,, parmi lesquels il cite Dominique Collin et Ferdinand de Saint-Urbain.

Il est nommé sous-directeur de la Société Royale le 14 mai 1789. Bon nombre des manuscrits de ses travaux sont conservés à la  bibliothèque de Nancy.

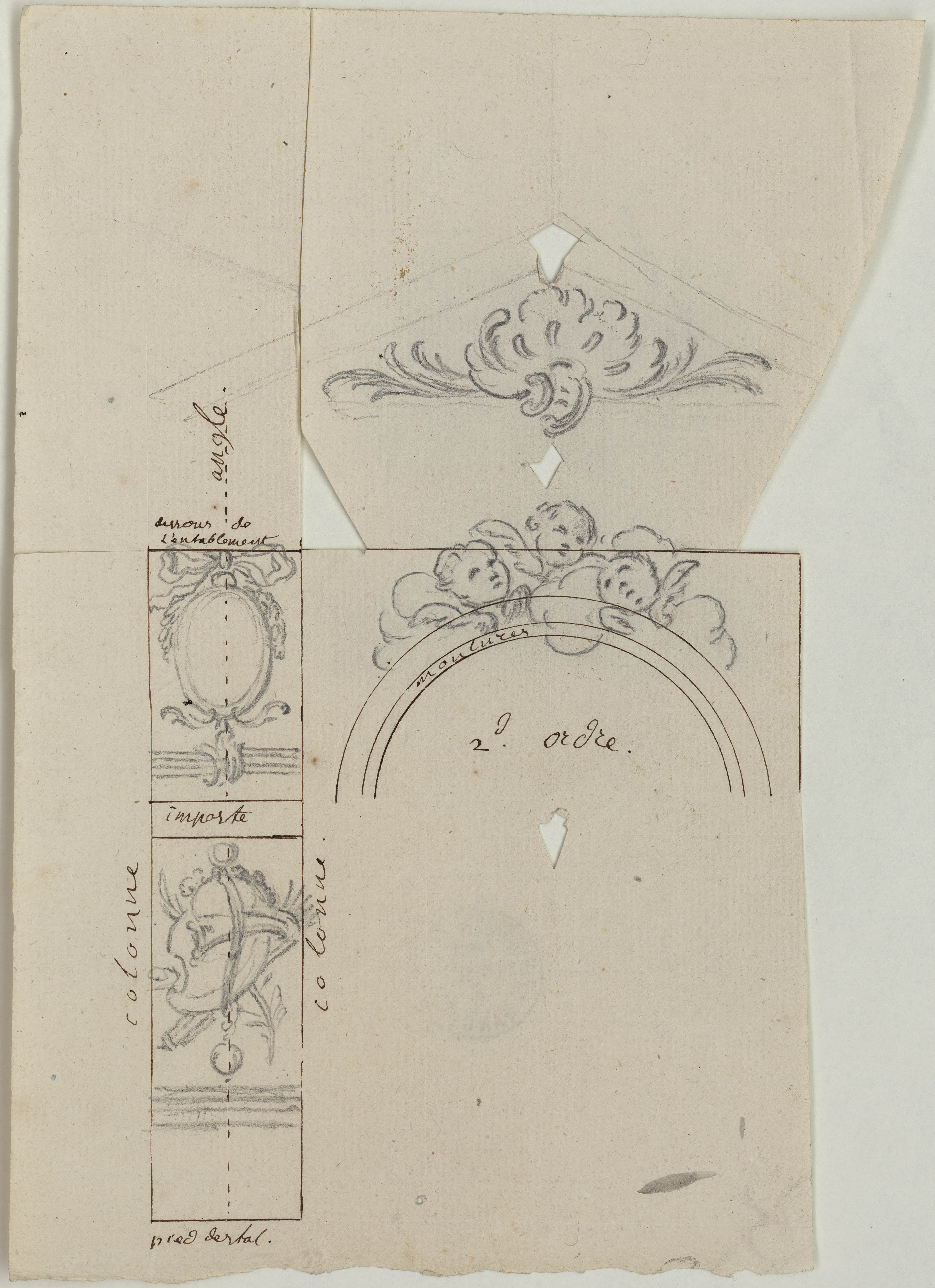
Croquis de décors dans l'église des Cordeliers
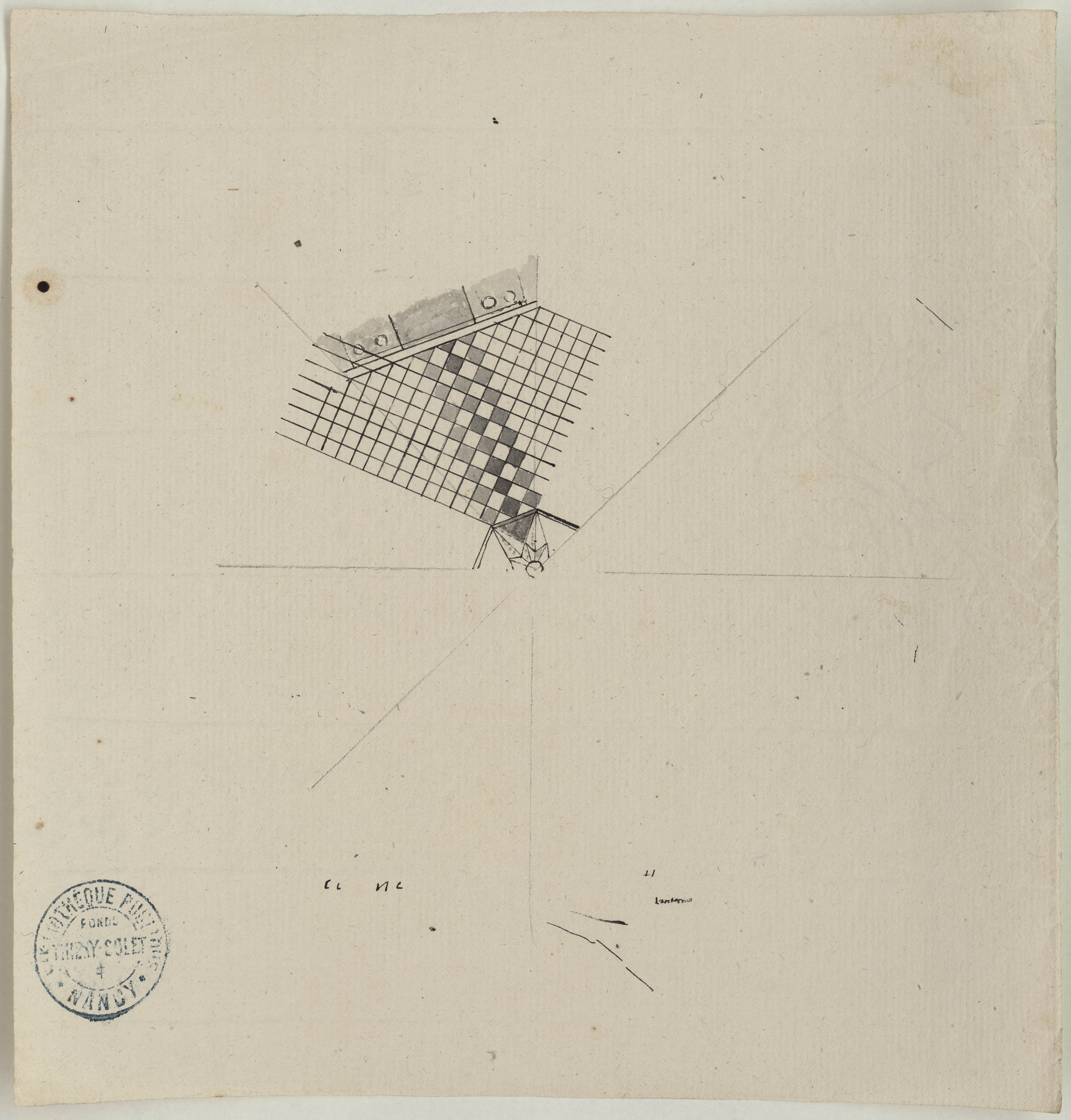
Partie de pavement de la chapelle des Cordeliers
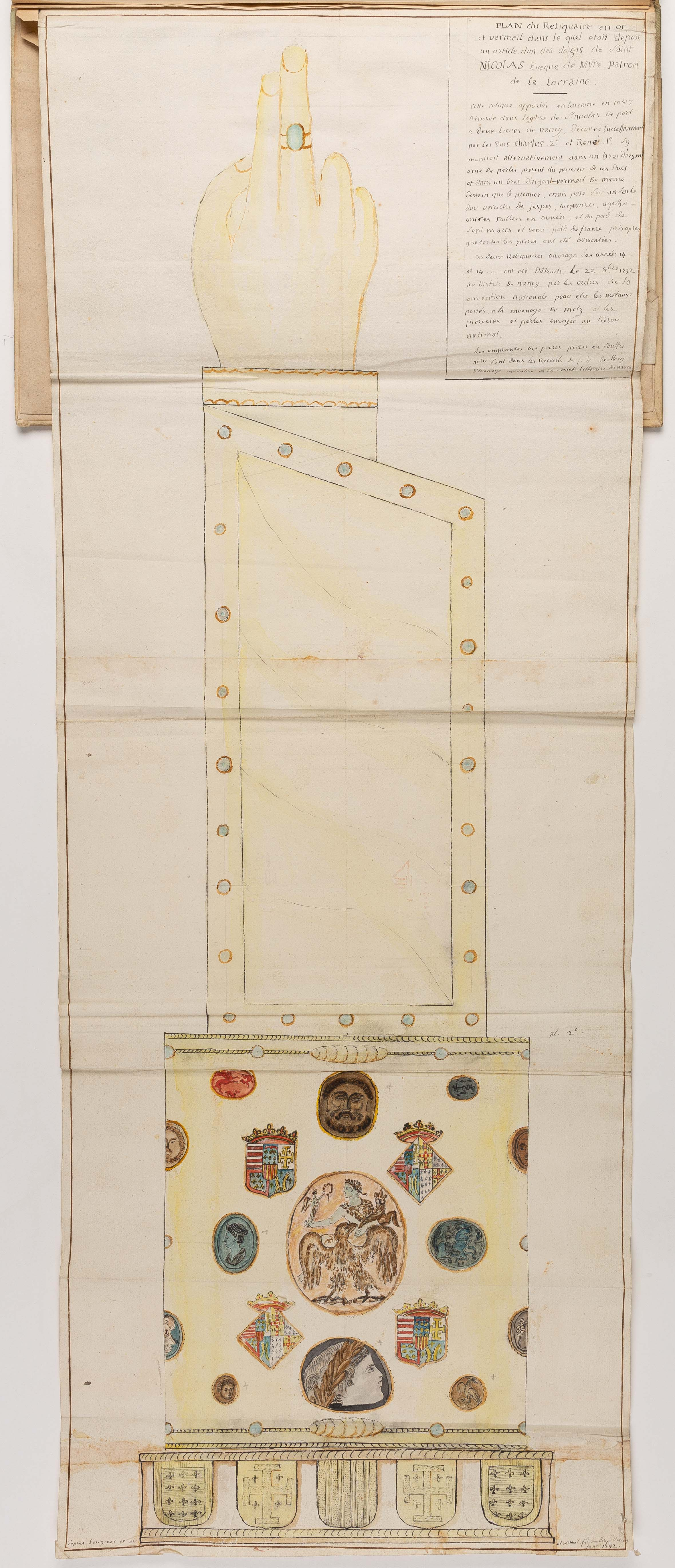
Croquis du bras-reliquaire de Saint-Nicolas-de-Port, fondu en 1792
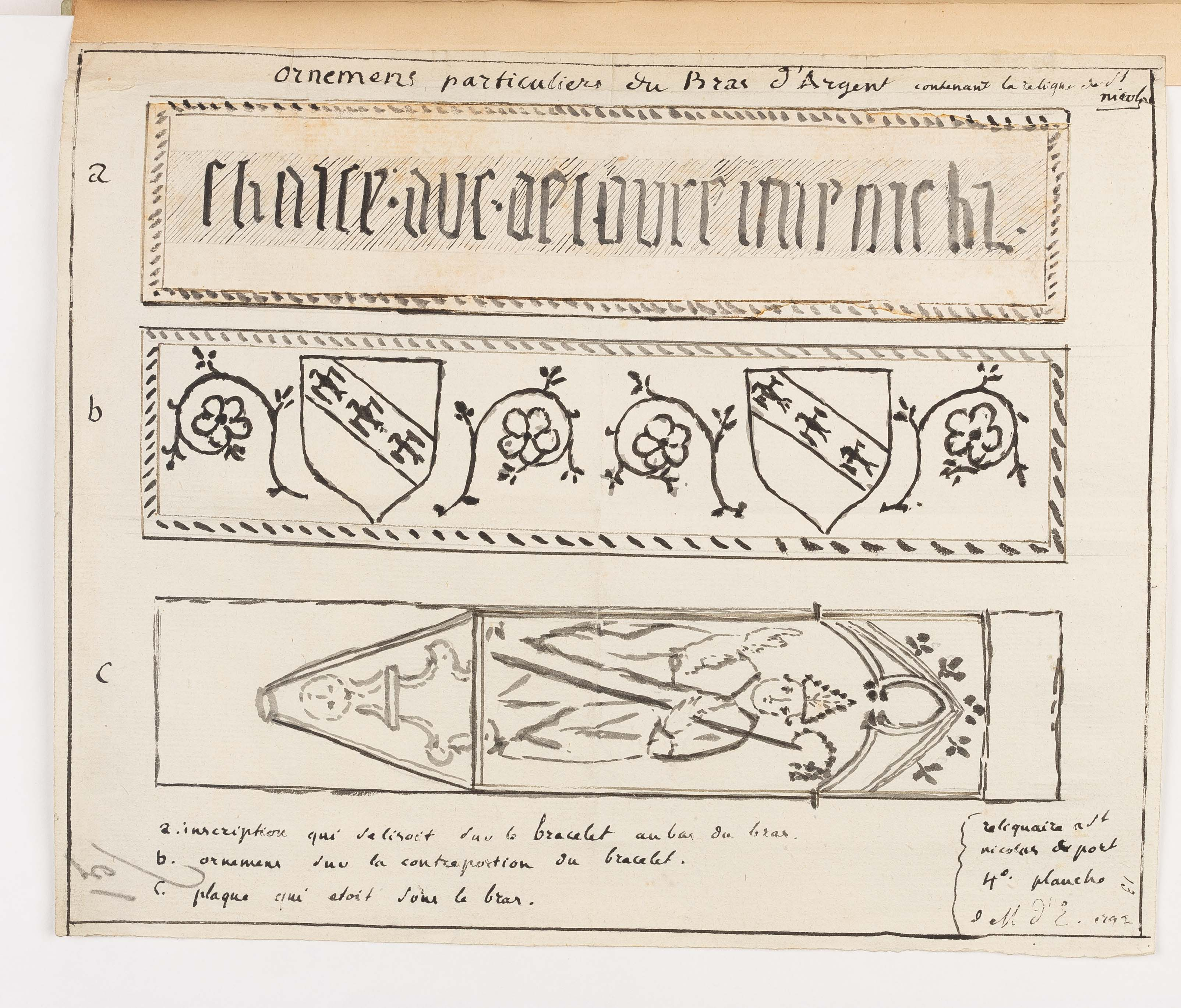
Ornements du bras-reliquaire de Saint-Nicolas-de-Port.
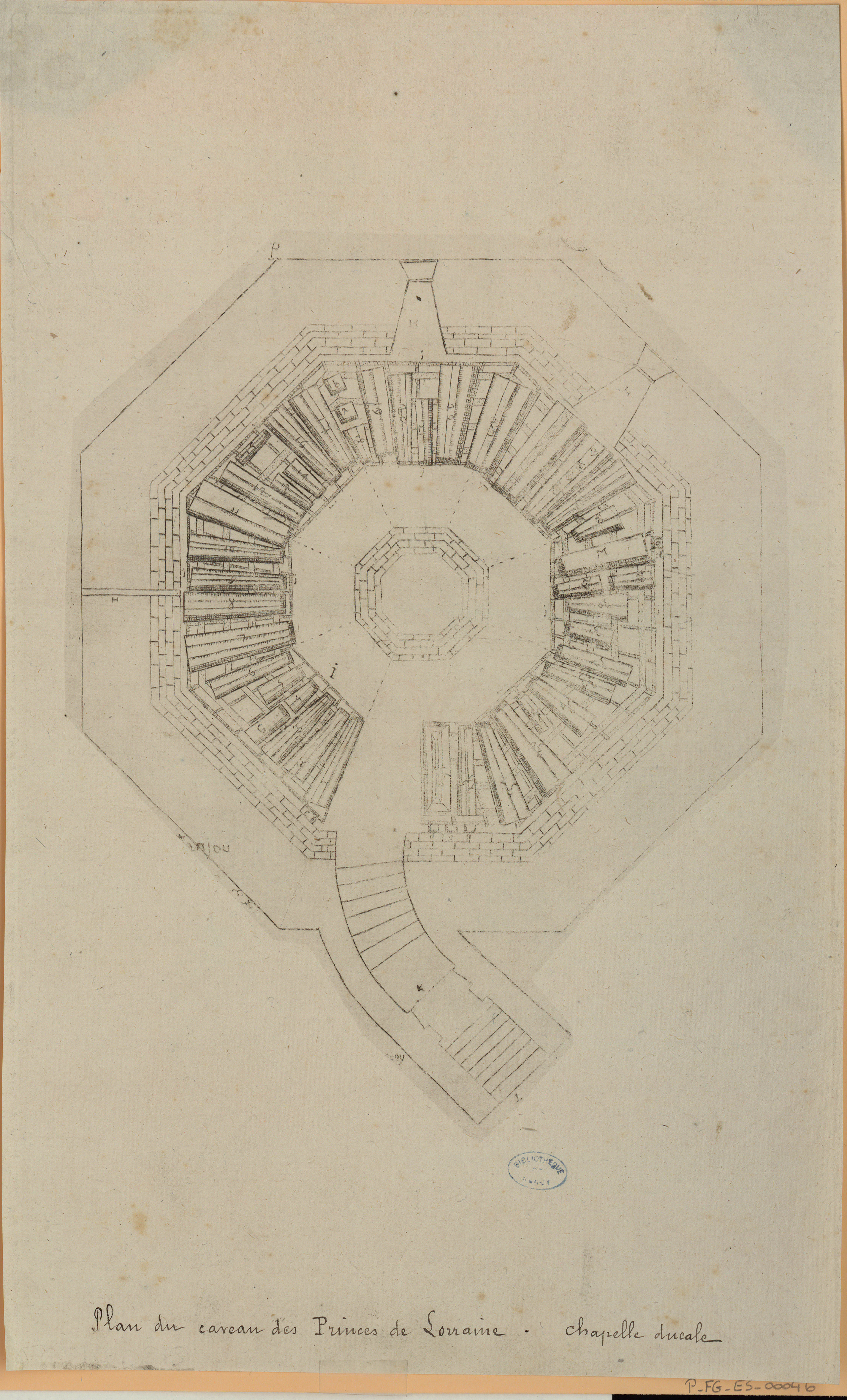
Plan du caveau des Princes de Lorraine dans la chapelle ducale de Nancy.

## Dernières années et Révolution
Durant l'année 1789, Mory d'Elvange prend part à l'effervescence politique qui précède les états généraux. Il publie deux opuscules, le premier pour défendre l'idée d'un Parlement de Lorraine, le second intitulé De la Noblesse, de ses droits, des sacrifices qu'elle a faits et qu'elle doit faire, où il prenait la défense des droits féodaux.
Le 16 avril 1793, il est arrêté une première fois et envoyé dans la prison installée dans l'ancien couvent des Dames prêcheresses. Trois jours plus tard, les commissaires de la Convention envoyés à Nancy le libèrent, déclarant que c'est par erreur qu'il figurait sur la liste des arrestations. Ils recommandent cependant de le garder sous surveillance. Ses deux fils aînés émigrent, ce qui contribue à renforcer les suspicions à son égard,.
Le 24 février 1794, le commissaire du district de Morhange déclarait avoir trouvé, lors d'une perquisition au château d'Elvange, deux cocardes blanches, insignes monarchistes, cachées dans une armoire. Cette découverte, ainsi que le témoignage d'un fermier et du maire d'Elvange, conduisent à l'arrestation de François Dominique et de son plus jeune fils, qui n'a alors que dix-huit ans et demi,.
Ils sont transférés à Paris, et condamnés à mort comme "ayant participé à une conspiration et entretenant des intelligences" et "conservant des signes de contre révolution et royauté". Ils meurent guillotinés le 14 mai 1794,,,.